# Круглое (Волчанский район)
Круглое (укр. Кругле), село, 
Нестернянский сельский совет,
Волчанский район,
Харьковская область.
Код КОАТУУ — 6321684605. Население по переписи 2001 г. составляет 21 (10/11 м/ж) человек.

## Географическое положение
Село Круглое находится в 2-х км от реки Волчья (правый берег), на расстоянии в 1 км проходит граница с Россией, на расстоянии в 2 км расположены сёла Дегтярное и Нестерное.

## История
- 1700 - дата основания.